# لهجة قصيمية
اللهجة القصيمية لهجة عربية يتحدث بها أهل منطقة القصيم في نجد. وهي لُهَيجات عدة متقاربة تجمعها صفات مشتركة. وسكان القصيم يرجعون إلى قبائل عديدة، ولكن يُلاحظ شبه لهجتهم بلغة تميم وربيعة، وطيء أكثر من غيرهن. وكان يمر بأرض القصيم حجاج العراق وفارس، فاستقرت بعض مفردات لغاتهم فيها، وجلب رحالة العقيلات من كل أرض وطئوها بعض كلمات أهلها، ثم في القرن العشرين حدثت ثورة الاتصالات، فطرق أسماع الناس ألسنة مختلفة، فتأثرت بهن، وكانت الفصحى أشدهن تأثيرا، حتى غدا معجمها المكتسب يقارع معجم اللهجة سعةً وحجما. أقرب اللهجات للقصيمية هي اللهجة الحائلية، واللهجتان تعدان في أسرة لهجات شمال نجد.

## السمات والظواهر اللغوية في لهجة أهل القصيم

### الصوتية

#### الإمالات
- إمالة ما قبل هاء التأنيث عند الوقف، يقولون: سدرَِة sidreh، فطرَِة fiṭreh، هيئَِة hay'eh. وبها قرأ الكسائي، وهو لا يميل إذا سبق الهاء أحرف قليلة مذكورة[1]، أما في لهجة أهل القصيم فالإمالة سارية فيها كلها إلا الألف، إذ تبدل الهاءُ بعدها تاءً مفتوحة -على لغة طيء المشهورة- وتبقى الألف غير ممالة، يقولون: قناتْ (أي قناة)، فتاتْ (أي فتاة)، صلاتْ (أي صلاة).[2][3][4][5] قاسوا هذا على تاء الجمع في جمع المؤنث السالم. وهذه الظاهرة عكس ما في لغة طيء واللهجة الحائلية وهو قلب تاء الجمع هاءً، فيقال بناة لبنات ومعلماة لمعلمات.[2][3]
- إمالة الواو والياء الساكنتين إذا كانتا في وسط الكلمة، يقولون: خِيَِل xēl، لِيَِل lēl، عَلَِيَِه 3alēh، رمِيَِت remēt، بِيَِت bēt، لُوَُم lōm، لُوَُن lōn، ذُوَُلا ðōla (أي أولاء)، يُوَُم yōm. أما إذا كانتا في آخر الكلمة، فلا تمالان.
- إمالة بعض الكلمات التي على وزن فائل بعد تخفيف همزتها، يقولون: عِيَِلة 3ēleh (أي عائلة)، نِيَِم nēm (أي نائم)[4]، وبعضهم يقول: قِيَِم gēm (أي قائم). ونطقهن غير ممالات شائع أيضًا، يقولون: عايلة ونايم وقايم. وفي كلمات تخفف الهمزة ولكن لا تمال، يقولون: رِيْحة (أي رائحة).
- إمالة الحرف الأول والثاني من الفعل «تفاعل» إذا كان يعني التظاهر، مثل: تغافل تصبح تَِغَِيَِفَلْ teġēfal، تمارض تَِمَِيَِرَض temēraẓ، تناوم تَِنَِيَِوَمْ tenēwam، تكاسل تَِكَِيَِسَلْ tekēsal، تجاهل تَِجَِيَِهَلْ tejēhal. ومصادرها تكون بكسر عين الفعل، التكاسل تصبح تَِكَِيَِسِلْ tekēsil، والتجاهل تَِجَِيَِهِلْ tejēhil.

#### التفخيم والترقيق
- يغلظون كل لام غير مكسورة إذا سبقت بأحد حروف التفخيم: الخاء، الصاد، الطاء، الظاء، الغين، القيف، مثل: قَلْب، وخلق، صلى، وصلح، ظلم، طلع، وطال، وغلا (أي غلاء)، وغلقة، وقلم، وقلوب، وبقل، وصلطان (أي سلطان)، بطل، ظلوع (أي ضلوع)، وبها قرأ ورش عن نافع.[1] ويغلظون لامي لفظ الجلالة (الله) واللهم، ويرققونهما إذا سبقتا بحرف مكسور.
- يفخم حرف الراء إذا كان عليه فتحة أو ضمة أصلية مثل: رمضان، رجب، رايد، الرمة، أما إذا كانت الحركة غير أصلية، مثل في حجرُه، طيرَه، سحرُه، فإنهن يرققن ويفخمن حسب ما سيفصل في أمر الراء الساكنة، وترقق الراء إذا كانت مكسورة، مثل: رزق، وكريم، وريح، وترقق الراء إذا كانت ساكنة وليست في آخر الكلمة، مثل: مريم، قرطاس، فرعون، أما إذا كانت الراء ساكنة وفي آخر الكلمة، فإنها ترقق إذا سبقت بحرف مد مثل: خير، طير، وترقق إذا سبقت بحرف مكسور، مثل: حجر، وسحر، وتفخم إذا سبقت بحرف مفتوح أو مضموم، مثل: قطر، عمر، أما إذا كانت الراء ممالة فإنها تفخم إلا إذا سبقها حرف مكسور أو حرف ساكن يسبقه حرف مكسور، وأمثلة الراء الممالة المفخمة: ربيع، رديف، رجيع، فترة، مرة، وأمثلة الراء الممالة المرققة: فطرة، سدرة، بسرة.

#### نطق الكاف
- حرف الكاف ينطق غالبا بنطق ممزوج بين التاء والسين (تس) وتكون مدغمةً، يقولون: تْسَبد (أي كبد)، يتسذب (أي يكذب).[4][6] وإذا أتت كافان في كلمة واحدة، فتنطق الكاف الأولى نطق الفصحى، يقولون: سكاتسين (أي سكاكين). وتسمى هذه الظاهرة في اللغة التستسة، ويقل سماعها عند الأجيال المتأخرة إلا في حالة أن تكون الكاف كاف المخاطبة.
- يكسكسون كاف المخاطبة في الوقف والوصل، يقولون: أحبتس (أي أحبكِ)، سمعتس (أي سمعتكِ)، وهي لغة ربيعة، وهوازن، وحي من تميم.[4][6][7]

#### نطق القاف
- حرف القاف ينطق غالبا قيفا وهي لغة بني تميم.[4][6] ويلاحظ تزايد النطق بالقاف الفصيحة لا سيما في الكلمات التي يتلقاها الفرد من المدرسة ومن الإعلام مثل: قرآن، قمح، ديموقراطية وغيرها. ويلاحظ أن النطق بهذين القافين يؤثر على المعنى الدلالي في بعض الكلمات، فالفعل «علّق» ينطق بالقيف والقاف. فعلق بالقاف الفصيحة إذا كان المقصود إبداء الرأي مثل: علق معلق المباراة، أما إذا كان بمعنى تثبيت شيء مادي بآخر فإنه بالقيف مثل: علق الثوب على الجدار.
- وفي بعض الكلمات ينطق حرف القاف بنطق ممزوج بيين الدال والزاي (دز) وتكون مدغمة، يقولون: طريدز (أي طريق)، صادز (أي صادق).[4][6] وتسمى هذه في اللغة الدزدزة، ويقل سماع هذا الصوت عند الأجيال المتأخرة.

#### نطق الهمزة
- تُلاحظ ظاهرة العنعنة في هذه اللهجة وإن كانت غير مطردة في كل الهمزات، وبعض الكلمات المعنعنة اكتسبت معنىً مختلفًا قليلًا عن المعنى الأصلي، مثل فجع التي من فجأ. ومن الكلمات المعنعنة كعّ التي من كعكع والتي أصلها كأكأ، وفقع من فقأ، ومن الكلمات الحديثة المعنعنة كلمة عسكريم من آيسكريم، والعنعنة كانت في لغة تميم، وأسد، وقيس.[3][4][6]
- غالبًا ما تخفف الهمزة إذا كانت في وسط الكلمة فيقولون: ياكل في يأكل، وجيت في جئت، وروس في رؤوس.[4][6] وهذه لغة الحجاز.
- يبدلون الهمزة واوًا في كثير من الأفعال إذا وقعت الهمزة في أول الفعل، يقولون: واسيت (أي آسيت)، وَخّر (أي أخّر)، واخذ (أي آخذ)، وهذه لغة طيء.[5] وبعض هذه الأفعال تختلف معانيها عن مقابلاتها التي في الفصحى، مثل الفعل «وَخّر» الذي يعني في اللهجة الإبعاد والإزالة لا التأخير الزماني أو المكاني، يقولون: وخر عن النار (أي ابتعد عنها)، ووخر الحجر عن الطريق (أي أزله عن الطريق)، والأجيال المتأخرة استعارت «أخر» من الفصحى لتعني التأخير الزماني أو المكاني، فتجدهم يقولون: أخر الاجتماع ولا يقولون: وخر الاجتماع، إلا إذا أرادوا معنى الإزالة كأن يقول رئيس لمرؤوس: وخر الاجتماع عن جدولي اليوم (أي أزله).
- تحذف الهمزة من أواخر معظم الكلمات، يقولون: مَ (أي ماء)، اِبدْ (أي اِبدأ)، سما (أي سماء).[6]

#### إدغامات
- من ظواهر اللهجة الإدغامات الصغيرة، وهذه الإدغامات جارية على ألسنتهم ولكنهم إذا شاؤوا أظهروا الحروف. وهذه الإدغامات قديمة، قرأ بها قراء متعددون.[1]
- يدغمون المثلين كما في الفصحى، يقولون: ربحتّجارتهم (أي ربحت تجارتهم)، قلّهم (أي قل لهم).
- يدغمون الجنسين كما في الفصحى، يقولون: قَالَطّائفة (أي قالت طائفة)، قتّبين (قد تبين)، قِرّبي (قل ربي).
- إدغام الدال بالذال، يقولون: قِذّكر (أي قد ذكر).
- إدغام الدال بالظاء، يقولون: قظّلم (أي قد ظلم)، قظّرب (أي قد ضرب).
- إدغام الدال بالجيم، يقولون: قِجَّا (أي قد جاء)، رَجّميل (أي رد جميل).
- إدغام الذال بالتاء، يقولون: أَخَتُّه (أي أخذته).
- إدغام الذال بالجيم، يقولون: مُعاجّا (أي مُعاذ جاء).
- إدغام الذال بالدال، يقولون: مُعادَّرس (أي معاذ درس).
- إدغام الذال بالسين، يقولون: معاسّمع (أي معاذ سمع).
- إدغام الذال بالصاد، يقولون: معاصّادق (أي معاذ صادق).
- إدغام الذال بالزاي، يقولون: أخزّاد (أي أخذ زاد).
- إدغام تاء التأنيث بكاف الخطاب، يقولون: طرت إلى مدينَكْ (أي إلى مدينتك)[4]، مِدرسَتْسْ (أي مَدرستكِ)، مَزرعَكُّمْ (أي مزرعتكم)، حفلَكِّنْ (أي حفلتكن).

#### ظواهر صوتية أخرى
- الألف إذا جاءت آخر الكلمة تقصر فتصير مجرد فتحة، يقولون: مَ (أي ماء)، أما إذا توسطت الكلمة فلا تقصر، يقولون: ماهم (أي ماؤهم).
- حرف الضاد اختفى تماماً وأبدل بحرف الظاء، يقولون: ظد (أي ضد) ويظرب (أي يضرب)، والظحـى (أي الضحى).[4][6]
- تبدل السين صادًا في بعض الكلمات، مثل: صقف(أي سقف)، صقط (أي سقط)، صمخ (أي سمخ)، صاطع (أي ساطع)، صلطان (أي سلطان).[4][6]
- تلاحظ ظاهرة اللخلخانية في بعض الجمل، مثل: فمان الله (في أمان الله)، مشالله (ما شاء الله)، مَنْتِب (ما أنت بـ).[4] راجع جزء الأمثلة في الأسفل للمزيد.

### الضمائر
|           | ضمائر الرفع | ضمائر النصب |
| --------- | ----------- | ----------- |
| المتكلم   | اَنا         | اِيّانِي       |
| المتكلمين | حِنّا         | اِيّانا       |
| المخاطب   | اَنْتْ         | اِيّاكْ        |
| المخاطبة  | اَنْتِي        | اِيّاتْسْ       |
| المخاطبين | اَنْتُمْ        | اِيّاكُمْ       |
| المخاطبات | اَنْتِنْ        | اِيّاكِنْ       |
| الغائب    | هُوْ          | اِيّاوْ        |
| الغائبة   | هِيْ          | اِيّاهْ        |
| الغائبين  | هُمْ          | اِيّاهُمْ       |
| الغائبات  | هِنْ          | اِيّاهِنْ       |

- سقطت ضمائر المثنى المتصلة والمنفصلة، إذ يقوم ضمير الجمع المناسب مقامها كما وُصف في الأسفل.
- يسكنون أواخر ضمائر الرفع المنفصلة موافقة للغة أسد وتميم وقيس المشهورة، ويشبعون كسرة ضمير المخاطبة. فيقولون: انا (أنا)، حِنّا (نحن)، اَنتْ (أنتَ)، اَنتِي (أنتِ)، اَنتُمْ (أنتم أو أنتما)، اَنتِنْ (أنتنَّ أو أنتما)، هُوْ (هوَ)، هِيْ (هيَ)، هُمْ (أي هم أو هما)، هِنْ (أي هُنَّ أو هما)، وتبقى حركة الهاء في ضميري الغائب والغائبة كما هما حتى بعد أحد حرفي العطف، يقولون: وُهُوْ، فِهِيْ، وهذه لغة الحجاز، وأما تغيير حركة حرف العطف فهو ابتغاء تجانس الحركات، وهو شبيه بظاهرتي الوكم والوهم في لغة ربيعة[7]، وحركة حرف العطف تتغير ابتغاء التجانس في ضمير المتكلمين والغائبين والغائبات كذلك، يقولون: وِْحِنا، وُهُمْ، وِهِنْ.
- لا تسمع في لهجتهم ضمائر المفعول به الثاني المتصلة، إذ يفصلون هذا الضمير دائمًا. يقولون: عطاك اِيَّاهُم (أي أعطاك إياهم) ولا يقولون: أعطاكهم. وهذه الضمائر كالتالي: اِيَّانِي (أي إياي وهو نادر الاستعمال)، اِيَّانَا (أي إيانا وهو نادر الاستعمال)، اِيَّاك (أي إياك، وتُكسكس كاف المخاطبة)، ايّاكم (أي إياكم أو إياكما)، ايّاكن (أي إياكن أو إياكما)، ايّاو (أي إياهُ)، ايّاهْ (أي إياها)، ايّاهم (أي إياهم أو إياهما)، ايّاهن (أي إياهن أو إياهما). وتستخدم ضمائر النصب المنفصلة للتحذير والتهديد كما في الفصحى، فيقولون: اياك والكسل (أي أحذرك من الكسل)، اياني وِيّاك من القطيعة (أحذر نفسي وإياك من قطع الوصال). ويكثر استعمال ضمائر النصب المنفصلة بعد الدعاء، فيجيبون من يقول: جزاك الله خيرًا، بـ«وِيّاك».
- وأما ضمائر الأفعال الخمسة فاتخذت صيغة المرفوع دائمًا كما هو مبين في قسم الإعراب من هذا المقال.
- ولغتهم من لغات أكلوني البراغيث؛ إذ يلحقون واو الجماعة ونون النسوة إلى الفعل المسند إلى فاعل ظاهر، ولكنهم يستعملون صيغة الفعل المؤنث المفرد مع غير العاقل موافقة للفصحى ومخالفة للمثال، فيقولون: اكلتن البراغيث (أي أكلتني)، قاموا الرجال (أي قام الرجال)، يجتمعن الامهات (أي تجتمع الأمهات).[5]

#### ضمائر الرفع المتصلة
- تاء المتكلم: «تْ»، تاء ساكنة، يقولون: رحتْ (أي رحتُ)، جيتْ (أي جئتُ)، ركبتْ (أي ركبتُ).
- نا الفاعلين: «نا»، كما هي في الفصحى.
- تاء المخاطب: «تْ»، تاء ساكنة، يقولون: رحتْ (أي رحتَ)، جيتْ (أي جئتَ)، طلعتْ (أي طلعتَ).
- تاء المخاطبة: «تِيْ»، يشبعون كسرتها، يقولون: نمتِي اليوم كله (أي نمتِ اليوم كله)، وضربتيه (أي ضربتِه)، وهذه لغة ربيعة وبني عامر والرباب.[7]
- تو المخاطبين: «تُوْ»، محاكاة للمضارع المجزوم، يقولون: عرفتُوا الرجل (أي عرفتم أو عرفتما).
- تن المخاطبات: «تِنْ»، يقولون: عرفتِنْ السر (أي عرفتُنَّ أو عرفتما).
- تاء الغائبة: «تْ»، تاء ساكنة كما في الفصحى، يقولون: قامتْ ونامتْ.
- واو الغائبين: «وْ»، واو ساكنة، يقولون: قامَوْ (أي قامُوا)، اجتمعَوْ (أي اجتمعُوا).
- نون الغائبات: «نْ»، نون ساكنة، يقولون: البنات يحبنْ الفساتين (أي يحبنَ).

|               | المتكلم | المتكلمين | المخاطب | المخاطبة   | المخاطبين  | المخاطبات | الغائب      | الغائبة | الغائبين   | الغائبات   |
| ------------- | ------- | --------- | ------- | ---------- | ---------- | --------- | ----------- | ------- | ---------- | ---------- |
| ضمائر الماضي  | فعلْـتْ   | فعلْـنا    | فعلْـتْ   | فعلْـتِيْ     | فعلْـتُوْ     | فعلْـتِنْ    | فعلْ (مستتر) | فعلَـتْ   | فعلَـوْ      | فعلَـنْ      |
| ضمائر المضارع | اَفعلْ    | نَِــفعلْ    | تـَِـفعلْ  | تـَِــفعلِـين | تـَِـفعلُــون | تَِــفعلِــنْ | يـَِــفعلْ     | تـَِـفعلْ  | يـَِــفعلُـون | يـَِــفعلِــنْ |
| ضمائر الأمر   | --      | --        | اِفعلْ    | اِفعلِــي    | اِفعلُــو    | اِفعلِــنْ   | --          | --      | --         | --         |

#### ضمائر النصب والجر
- نون المتكلم: «نْ»، نون ساكنة لا تأتي إلا بعد الأفعال، يقولون: ضربَنْ (أي ضربني)[3][4][7]، وهذه لغة طيء، وبنو سليم، وهذيل[7]، ووردت في القرآن في مواضع كثيرة منها ﴿فَيَقُولُ رَبِّي أَهَانَنِ﴾ و﴿فَيَقُولُ رَبِّي أَكْرَمَنِ﴾ و﴿وَإِذَا مَرِضْتُ فَهُوَ يَشْفِينِ﴾.
- ياء المتكلم: «يْ»، ياء ساكنة موافقةً للفصحى، يقولون: بيتي، اسمي، عمري. ولا ينطقون هذه الياء إذا سبقها أحد حرفي الجر (من وعن)، يقولون: خذ مِنْ العلم (أي خذ مني العلم)، ابعده عنْ (أي أبعده عني)، إلا أهل عيون الجواء فهم يثبتون الياء في هذين الحرفين ولا يحذفونها إلا في الأفعال. وهذا الحذف مرده ظنهم بأنها «ني» المتكلم والتي يحذفون ياءها.
- نا المتكلمين: «نا»، كما في الفصحى، يقولون: سلم علينا جارنا بعد ما شافنا.
- كاف المخاطب: «كْ»، كاف ساكنة، يقولون: شفتِكْ (أي شفتكَ)، بيتِكْ (أي بيتكَ).
- كاف المخاطبة: «تْسْ»، يكسكسون كاف المخاطبة، فيقولون: احبتس (أي أحبكِ)، شعرتس (أي شعركِ) وهي لغة ربيعة، وهوازن، وحي من تميم.[4][6][7]
- كم المخاطبين: «كُمْ»، كما في الفصحى، يقولون: السلام عليكُمْ، فريقكم، غلبكم.
- كن المخاطبات: «كِنْ»، يقولون: حسبتكِنْ جاراتي (أي حسبتكُنَّ)، فطوركِنْ (أي فطوركُنَّ)، منكِنْ (أي منكُنَّ).
- هاء الغائب والغائبة: ضمير الغائب «هْ» (هاء ساكنة)، وهي لغة طيء، والأزد، وبني عقيل، وبني كلاب[7]، وضمير الغائبة «هْ» (هاء ساكنة)[3][4][5][7]، وحذف الألف لغة طيء[5] ولخم[5][7] وفزارة[3]، وحركة الحرف الذي يسبقه تفرق الجنسين. فهاء الغائب تسبقها ضمة لا تتغير مهما كان إعراب الكلمة[5][7]، وهاء الغائبة تسبقها فتحة[5][7]، فيقولون: ضربُهْ (أي ضربه)، بُهْ (أي بِهِ)، بيتُهْ، وضربَه (أي ضربها)، بَهْ (أي بَها)، وبيتَهْ (أي بيتها)[5][7]، إذا سبق هاء الغائب إمالة ممدودة، لا تظهر الضمة، يقولون: عليَِهْ، وتظهر الفتحة قبل هاء الغائبة، يقولون: عَلْيَهْ (أي عليها)، وإذا سبق هاءَ الغائب ألفٌ، انقلبت الهاء واوًا، يقولون: صداو (أي صداه)، مداو (أي مداه)، ايّاو (إياه)، فحين تعذر ظهور الضمة على الألف انتقلت الضمة إلى الهاء ثم أشبعت فصارت واوًا، أما إذا سبق هاء الغائبة ألفٌ، فينطقون الهاء، يقولون: مداه (أي مداها)، ايّاه (أي إياها)، صداه (أي صداها).
- ضمير الغائبين: «هُمْ»، ضمته لا تتبدل أبدًا على لغة الحجاز وهوازن.[7]
- ضمير الغائبات: «هِنْ»[7]، يقولون: كَلَّمْهِنْ (أي كلمهنَّ)[7]، حفلهِنْ (أي حفلهُنَّ)، بهِنْ (أي بهِنَّ)، وكسر الهاء لغة أسد وتميم وقيس، وربيعة[7]

|                                                     | المتكلم | المتكلمين                                          | المخاطب                                            | المخاطبة                                           | المخاطبين                                          | المخاطبات                                          | الغائب | الغائبة | الغائبين                                           | الغائبات                                           |
| --------------------------------------------------- | ------- | -------------------------------------------------- | -------------------------------------------------- | -------------------------------------------------- | -------------------------------------------------- | -------------------------------------------------- | ------ | ------- | -------------------------------------------------- | -------------------------------------------------- |
| ضمائر الماضي                                        | نْ       | نا                                                 | كْ                                                  | تْسْ                                                 | كُمْ                                                 | كِنْ                                                 | هْ      | هْ       | هُمْ                                                 | هِنْ                                                 |
| ضمائر المضارع                                       | نْ       | نا                                                 | كْ                                                  | تْسْ                                                 | كُمْ                                                 | كِنْ                                                 | هْ      | هْ       | هُمْ                                                 | هِنْ                                                 |
| ضمائر الأمر                                         | نْ       | نا                                                 | --                                                 | --                                                 | --                                                 | --                                                 | هْ      | هْ       | هُمْ                                                 | هِنْ                                                 |
| إذا خلا فعل الأمر من ضمير الفاعل، فإنه يبنى على     | فتحة    | سكون                                               | --                                                 | --                                                 | --                                                 | --                                                 | ضمة    | فتحة    | سكون إلا إذا كان الفعل معتل العين، فيبنى على الكسر | سكون إلا إذا كان الفعل معتل العين، فيبنى على الكسر |
| إذا خلا الفعل المضارع من ضمير الفاعل، فإنه يبنى على | فتحة    | سكون إلا إذا كان الفعل معتل العين، فيبنى على الكسر | سكون إلا إذا كان الفعل معتل العين، فيبنى على الكسر | سكون إلا إذا كان الفعل معتل العين، فيبنى على الكسر | سكون إلا إذا كان الفعل معتل العين، فيبنى على الكسر | سكون إلا إذا كان الفعل معتل العين، فيبنى على الكسر | ضمة    | فتحة    | سكون إلا إذا كان الفعل معتل العين، فيبنى على الكسر | سكون إلا إذا كان الفعل معتل العين، فيبنى على الكسر |
| إذا خلا الفعل الماضي من ضمير الفاعل، فإنه يبنى على  | فتحة    | سكون إلا إذا كان الفعل معتل العين، فيبنى على الكسر | سكون إلا إذا كان الفعل معتل العين، فيبنى على الكسر | سكون إلا إذا كان الفعل معتل العين، فيبنى على الكسر | سكون إلا إذا كان الفعل معتل العين، فيبنى على الكسر | سكون إلا إذا كان الفعل معتل العين، فيبنى على الكسر | ضمة    | فتحة    | سكون إلا إذا كان الفعل معتل العين، فيبنى على الكسر | سكون إلا إذا كان الفعل معتل العين، فيبنى على الكسر |

|                  | المتكلم | المتكلمين                                      | المخاطب                                        | المخاطبة                                       | المخاطبين                                      | المخاطبات                                      | الغائب | الغائبة | الغائبين                                | الغائبات                                       |
| ---------------- | ------- | ---------------------------------------------- | ---------------------------------------------- | ---------------------------------------------- | ---------------------------------------------- | ---------------------------------------------- | ------ | ------- | --------------------------------------- | ---------------------------------------------- |
| ضمير الإضافة     | يْ       | نا                                             | كْ                                              | تْسْ                                             | كُمْ                                             | كِنْ                                             | هْ      | هْ       | هُمْ                                      | هِنْ                                             |
| تبنى الأسماء على | كسرة    | كسرة إذا كان الاسم معتل الوسط وسكون إذا ما كان | كسرة إذا كان الاسم معتل الوسط وسكون إذا ما كان | كسرة إذا كان الاسم معتل الوسط وسكون إذا ما كان | كسرة إذا كان الاسم معتل الوسط وسكون إذا ما كان | كسرة إذا كان الاسم معتل الوسط وسكون إذا ما كان | ضمة    | فتحة    | ضمة إذا كان معتل الوسط وسكون إذا ما كان | كسرة إذا كان الاسم معتل الوسط وسكون إذا ما كان |

### أسماء الإشارة
|             | مفرد                            | مفرد             | جمع                    | جمع                    | مكان                     |
| مذكر        | مؤنث                            | مذكر             | مؤنث                   |                        | مكان                     |
| ----------- | ------------------------------- | ---------------- | ---------------------- | ---------------------- | ------------------------ |
| للقريب      | ذا، هاذا                        | ذِي، هاذي         | ذُولا، هاذولا، هذولا    | ذُولي، هاذولي، هذولي    | هْنا، بْذا                 |
| للبعيد      | ذاكْ، هاذاكْ، هَذاكْ                | ذِيْكْ، هاذِيْكْ، هَذِيْكْ | ذُولاك، هاذولاك، هذولاك | ذُوليك، هاذوليك، هذوليك | هْناكْ، بْذاك               |
| صيغ التصغير | ذَيّا، هَاذيّا، هَذَيّا، ذَيّاكْ، هاذَيّاكْ، | ذَيَّيْ، هاذَيَّيْ       | --                     | --                     | هْنَيّا، بْذَيَّا، هْنَيّاك، بْذَيّاك |

- سقطت أسماء إشارة المثنى، فاسم الجمع المناسب يقوم مقامها.
- تُفصّل لهجتهم في جنس أسماء الإشارة التي تشير إلى جماعة خلافًا للفصحى. فيقولون: ذولا الرجال (أي أولاء الرجال)، وهذولي البنات (أي هؤلاء البنات).
- لا تُسمع لام البعد في لهجتهم، إذ يكتفون بالكاف. فيقولون: ذاك وهناك ولا يقولون: ذلك وهنالك. وبعضهم يتقعر بالكلام فيكسكس كاف البعد إذا كان الاسم يشير إلى أنثى، فيقول: ذِيْتس (أي ذيك / تلك)، ذوليتس (أي أولائك).
- أسماء الإشارة ترد بهاء التنبيه وبدونها. وهذه الهاء ترد حتى مع الأسماء التي فيها كاف البعد، فتسمعهم يقولون: هاذاك وهاذيك. يُستثنى من هذا اسم المكان فإنه لا يرد مع الهاء، فلا يقولون: هاهنا، بل يكتفون بـ«هنا».
- لا تُجيز لهجتهم فصل هاء التنبيه عن اسم الإشارة، فلا تسمعهم يقولون: ها أنا ذا أو ها أنتم ذولا/أولاء، وإنما يلحقون اسم الإشارة «هَذا» ضميرَ إضافة إذا أرادوا هذا المعنى، فيقولون: هذاي (هاأنذا)، هذانا (ها نحن ذا)، هذاكْ (ها أنت ذا)، هذاتس (ها أنتِ ذي)، هذاكم (ها أنتم أولاء)، هذاكن (ها أنتن أولاء)، هذاو (ها هو ذا)، هذاهْ (ها هي ذي)، هذاهم (ها هم أولاء)، هذاهن (ها هن أولاء). لاحظ أن «هذا» في التراكيب السابقة اسم جامد لا يتغير بتغير جنس المشار إليه، ولاحظ أن الهاء تنطق بفتحة غير مشبعة فالاسم «هَذا» يختلف نطقه عن اسم الإشارة المفرد المذكر «هاذا» والذي درجت كتابته في العربية من دون ألفه.
- وهاء التنبيه تدخل على الأسماء المعرفة بأل في لهجتهم، يقولون: هالبيت عتيق (أي هذا البيت)، خذ هالدراهم (أي هذه الدراهم).
- ويصغرون بعض أسماء الإشارة إذا أرادوا أن يبينوا قرب المشار إليه أو صغره أو هونه، يقولون: ذيّا وهذيّا وذيّاك وهذيّاك(تصغيرًا لذا وهذا وذاك وهذاك) وذيّي وهذيّي (تصغيرًا لذي وهذي)، وهنيّا وهنيّاك (تصغيرًا لهنا وهناك).

### النداء والتعجب والندبة والاستغاثة
- في لهجتهم ثلاثة أحرف للنداء وهن «يا» و «أيا» و «وا».
- «يا» قامت مقام حروف النداء كلها، فيقولون: يا محمد ويا فاطمة، ولا تسمعهم يقولون: أي بني أو أفاطمة. وقد يحذفون حرف النداء كما في الفصحى، فيقولون: محمد! فاطمة! (أي يا محمد ويا فاطمة).
- وتجيز لهجتهم دخول «يا» على المعرف بأل، إذ تسمعهم يقولون: يا الرجل (أي: يا أيها الرجل)، ويا الزوجة (أي: يا أيتها الزوجة).
- أما «وا» فهي للندبة وقد يتبع اسمها هاء السكت، فتسمعهم يقولون: واكبدي، واكبديه، واخزياه، واحَرَّتهن.
- و«يا» تستخدم كذلك للندبة عندهم، فيقولون: يا كبدي، ويا كبديه، ويا خزياه، ويا حرتهن، ويا ليتن كنت معهم (أي يا ليتني).
- و«يا» ترد عندهم للتعجب والمدح كما في الفصحى، فتجدهم يقولون: يا حلوهن، ويا سرعته.
- أما «أيا» فلا ترد عندهم إلا للذم، فتجدهم يقولون: أيا كلب وأيا خسيس.
- أما الاستغاثة فيكتفى بحرف الـ«يا» دون لامي المستغاث به والمستغاث لأجله. يقولون: يالله (أي يا لَله) ويا الرجال اخوكم (أي: يا لَلرجال افزعوا لأخيكم).

### أسماء
- في لهجتهم ثلاثة أسماء موصولة، الأول: «مِن» للعاقل، الثاني: «ما» لغير العاقل، والثالث: «اللِيْ» لكل شيء عاقلًا كان أو غير عاقل كما هو الحال في أغلب اللهجات العربية المعاصرة. فيقولون: يفلح مِن يقوم الصبح (أي مَن يقوم الصبح)، سمعت ما قال، اللي تدرس تنجح (أي التي تدرس تنجح)، هم اللي كلمونا (أي هم الذين كلمونا)، أخذت اللي جاب (أي أخذت الذي أحضر).

### الحروف
- ما زال حرف الجواب «إيْ» -الذي يأتي قبل القسم- مسموعًا في لهجتهم، يقولون: إيْ والله (عند الإجابة مع القسم).
- حرف جواب السؤال المنفي عندهم هو «إلّا» والذي يقوم مقام «بلى» في الفصحى. فيجيبون من يسأل: ما شفت القمر ليلة البارحة؟ إلا شفته (أي بلى شفته). وقد تكون «إلا» هذه نحت لإن النافية وحرف الجواب لا.
- حرف الجواب «أجل» له معنيان متقاربان في لهجتهم، الأول: لاستنكار السؤال، مثاله: جواب واحدهم إذا سُئل في نهار رمضان: أصائم؟ فيقول: أجل! (أي هل هناك جواب لهذا السؤال غير نعم!) والمعنى الثاني: يكون لاستنطاق المخاطب إذا لم يصدق المتكلم، مثاله أن يقول أحدهم: اظن الذيب رحل، فيُظهر صاحبه -سواء بالقول أو بالفعل- عدم تصديقه أو شكه أو استبعاده الأمرَ، فيقول الأول: أجل؟! (أي أخبرني ما ترى أو ما تعرف أو ما تظن إذا كنت لما أقول منكرا).
- حرف الجر «في» لا يُسمع في لهجتهم؛ إذ يقوم حرف الباء مقامه. يقولون: انا بالبيت، والكتاب بالدرج، والموعد بالليل. والظرفية من معان الباء في الفصحى. وهذه الباء في لهجتهم مفتوحة إذا كان الحرف الذي يليها ألف[5] وساكنة إذا تلاها غير الألف.
- وحرف الجر «إلى» لا يُسمع في لهجتهم أيضًا؛ إذ يقوم حرف اللام مقامه. يقولون: رحت للمدرسة، وسهرت للصبح. وانتهاء الغاية من معان اللام في الفصحى.
- «لا» تكون حرف شرط في لهجتهم بمعنى إذا. يقولون: لا وصلت للبلد بلغنا (أي إذا وصلت إلى البلد بلغنا).
- «لِيا» حرف شرط في لهجتهم بمعنى إذا. يقولون: ليا تعبت استرح (أي إذا تعبت استرح).

### الإعراب والبناء
- سقط إعراب الأسماء من لهجتهم، فهي عندهم مبنية دائمًا. يقولون: شفت محمدْ (أي محمدًا)، وراح خالدْ (أي خالدٌ)، وسلمت على صالحْ (أي صالحٍ).
- أما المثنى وجمع المذكر السالم، فقد اتخذا صيغة المجرور. يقولون: جا رجلين (أي جاء رجلان)، والمدرسين اجتمعوا (أي المدرسون).
- أما الأسماء الستة، فلازمت صيغة المرفوع. فيقولون: قام ابو عمر، وشفت اخو عبد الله (أي أخا عبد الله)، وسلمت على ابو نورة (أي أبي نورة). وأما «حمو» و«هنو» فهما غير دارجتين، وأما «فو» فلهم له مفردتان أُخريان وهما «اثم» و«فم»، وأما «ذو» فيقوم مقامها «أبو» و«ام» في لهجتهم، فيقولون: الرجل أبو ثوب ابيظ (أي الرجل ذو الثوب الأبيض)، والارظ ام حصى سود (أي الأرض ذات الحصى السود). وهذه مثل قولنا «أبو جهل» (أي ذو جهل).
- وأما الأفعال الخمسة، فلازمت صيغة المرفوع إلا ألف الاثنين، سقط من لهجتهم، فأبدلوه بضمير جمع مناسب. يقولون: لا تشربون من هذا الماء (أي لا تشربوا)، لا تسمعينه (أي لا تسمعيه)، الولدين يلعبون (أي الولدان يلعبان)، البنتين يلعبن (أي البنتان تلعبان).
- وكذلك الفعل المضارع معتل الآخر، يلزم صيغة المرفوع دائمًا. يقولون: لا تعطيه الا خير (أي لا تعطه إلا خيرا).
- يُبنى الفعل الماضي على السكون إلا إذا لحقه تاء التأنيث، أو نون النسوة، أو واو الجماعة، فيبنى على الفتح. فيقولون: قامْ (أي قامَ)، طلعْ (أي طلعَ)، قامَتْ (أي قامَتْ)، راحَوا (أي راحُوا)، جلسَنْ (أي جلسْنَ). ويقولون: قَالَنْ (أي قُلْنَ)؛ لأن الفعل الملحوق بنون النسوة مبني على الفتح عندهم، والألف حُذفت في الفصحى بسبب توالي الساكنين، وهذا انتفى عندهم.

### ظواهر نحوية
- يستعملون الأعداد من ثلاثة إلى عشرة كاستعمالها في الفصحى، إذ تستعمل الصيغ المؤنثة للأسماء المذكرة، والصيغ المذكرة للأسماء المؤنثة، فيقولون: سبعة رجال، وتسع بنات، وأربعة اريل (أي أربعة ريالات).
- يضيفون باءً بعد حرف المضارعة الألف إذا كان الفعل يُشير إلى المستقبل، ويسقطون السين أو سوف. فيقولون: أبنام (أي سوف أنام)، وأبشرب (أي سأشرب). وهي نحت لكلمتي: أبي(من أبغي/أبغى ومعناها أريد) والفعل. أما إذا كان حرف المضارعة التاء فيقولون: تتنام (أي سوف تنام)، تتروحين (أي سوف تروحين) أو لا ينحتونها ويقولون: تبي تنام(أي سوف تنام)، وتبي تروح(أي سوف تروح). أما إذا كان حرف المضارعة الياء أو النون، فإنهم يضعون نبي أو يبي قبل الفعل، فيقولون: نبي نشرب (أي سنشرب)، ويبي يشربن (أي سيشربن). واكتفى بعضهم بالباء تخفيفًا، فصار حرف الباء يقوم مقام سين المستقبل، يقولون: بَشْرب (أي سأشرب)، بْتَشرب (أي ستشرب)، بْنَشرب (أي سنشرب)، بْيَشربون (أي سيشربون).
- ما زال للتنوين بقايا في هذه اللهجة، فيلحقون تنوين الكسر للنكرات سواء كانت مجرورة، أو مرفوعة، أو منصوبة. فيقولون: سلمت على رجلٍ منهم، وشفت رجلٍ منهم، وقام رجلٍ منهم.
- ما زالت الصيغ المبنية للمجهول مستخدمة في لهجتهم، إلا إن وزني الثلاثي المبني للمجهول تغيرا وأصبحا: فْعِل، ويِفْعَل. ومثالهما: شْرِب، ويِشْرَب. أما إذا كان الفعل مهموز الفاء، فإن الهمزة تقلب واو، فيقولون: وْكِل (أي أُكِل)، يٌوْكَل (أي يُؤكل). أما وزنا المبني للمجهول للفعل الرباعي وما زاد، فإنهما يوافقان الفصحى ما عدا حركة الحرف الأول، فإنه يكسر لا يرفع. يقولون: دِحرِج (أي دُحرِج)، يِدَحرَج (أي يُدَحرَج).

### ظواهر صرفية
- فتح أول المضارع الثلاثي موافقةً للفصحى ومخالفة للهجات النجدية الأخرى من حولهم، كما في: يَشرب، يَأكل.
- همزة فعل الأمر تكون همزة وصل مكسورة كما هي في الفصحى. يقولون: اِكتب، اِجمع.
- فعل الأمر المهموز العين يكون على القياس، يقولون: اِسأل، ولا يقولون: سَل، وهذه لغة تميم.[6]
- يبقون على واو اسم المفعول حتى لو كان عين الفعل حرفًا معتلًا، تقيدًا بالقياس، فيقولون: مديون، ومخيوط، ومبيوع (أي مدين، ومخيط، ومبيع). وهذه لغة بني تميم.
- يكسرون فاء الفعل الماضي الأجوف عندما يسند إلى ضمير متكلم أو مخاطب، يقولون: قمِتْ (أي مُتْ أو مُتُ أو مُتَ)، خِفت (أي خُفت)، صِرت. وهي لغة مشهورة قرأ بها قراء متعددون وتعزى إلى طيء وتميم والحجاز.[5]
- إذا كان الفعل معتل الآخر، مثل: (بكى، رمى، مشى)، فإن حرف العلة يُحذف في صيغة الأمر موافقةً للفصحى، فيقولون : ابك، ارم، امش.
- إذا كان الفعل معتل العين، مثل: (صام، قام، نام)، فإن حرف العلة يحذف في صيغة الأمر موافقةً للفصحى، فيقولون: صم، قم، نم. ولكن الحرف الأول يكون مكسورًا دائمًا. ويعاد حرف العلة عندما يسند الفعل إلى واو الجماعة وياء المخاطبة، فيقولون: صُومَوا، قُومَي، موافقةً للفصحى في إثبات حرف العلة، ومخالفة لها في حركة لام الفعل، إذ إن لام الفعل تكون مفتوحةً دائمًا. ويعاد أيضًا حرف العلة عندما يسند الفعل لنون النسوة، فيقولون: صُومَن، وقُومَن، وهذا مخالف للفصحى التي تحذف حرف العلة.
- تحذف الهمزة من الفعل مهموز الفاء في صيغة الأمر موافقةً للفصحى، فيقولون: خِذ وكِل في أخذ وأكل، إلا إنهم يكسرون الحرف الأول، وفي الفصحى يكون مضمومًا.
- ما زالت صيغ التصغير مستعملة في اللهجة القصيمية فيقولون: وليد لولد، وبنية لبنت، وعجيز لعجوز، وشويعر لشاعر.
- تسكين الحرف الأول في كل ما جاء على وزن فعال بكسر الفاء أو ضمها فيقولون في (كتاب، جدار، صغار): اِكتاب، اِجدار، اِصغار.[4]
- تسكين الحرف الأول في كل ما جاء على وزن مُفعّل، يقولون: امْحمد، امْجمع، امْنوم. وعدم تسكينها يشيع في كلمات كثيرة بسبب تأثير الفصحى المتزايد، إذ يقولون: المُدرس دخل الفصل.
- تسكين الحرف الأول من الأسماء المصغرة، يقولون: اِبْريدة (أي بريدة)[4]، اُوْليد (أي وُلَيد)، اِمْحيحيل (أي مُحيحيل).
- إذا احتوى الفعل على حرف مضعف، يضعون ياءً بعد الحرف المضعف ولا يفكونه. فيقولون: ردّيت (أي رددت)، وظنّيت (أي ظننت)، وحجّيت (أي حججت)، وهي لغة طيء[5] وذكرها سيبويه في كتابه من دون أن ينسبها.[3][4]
- يبدلون الواو والياء ألفا في الأفعال معتلة الآخر حتى لو لم يكن الحرف الذي يسبقهما مفتوحا، يقولون: بقى (أي بقي)، رظى (أي رضي)، لقى (أي لقي)، نسى (أي نسي)، ويحذفون حرف العلة إذا أسندوا هذه الأفعال إلى حرف ساكن أصلي، يقولون: بقت (أي بقيت)، رظن (أي رضين)، لقوا، أما إذا كان السكون في الحرف الذي يلي الفعل غير أصلي، فيبقى حرف العلة ولا يحذف، يقولون: بقيت (أي بقيتُ أو بقيتَ)، وكل هذا لغة طيء.[4][5] وعدم الإبدال شائع في لهجتهم أيضا، فتجدهم يقولون: نسي الماء، بقي أيام قليلة.[5] ويبدلون الواو والياء ألفا في الأفعال معتلة الآخر إذا سبقهما حرف مفتوح موافقة للفصحى، يقولون: رمى، غزا، قضى، وإذا أسند الفعل إلى حرف ذي سكونٍ أصلي، حذفوا حرف العلة موافقة للفصحى، يقولون: رمتْ، رموا، رمن (أي رمين، لأن نون النسوة ساكنة في لهجتهم)، أما إذا كان السكون عارضا، يبقى حرف العلة، يقولون: رميتْ (أي رميتُ أو رميتَ).
- إبدال حرف العلة ألفا في بعض الأسماء، مثل: ترقات (أي ترقوة)، عرقات (أي عرقوة)، وصات (أي وصيّة)، وعَظات (أي عضيّة) وهذا الإبدال لغة طيء[5] وربيعة كما وردت في بيت الأعشى (أجدك لم تسمع وصاة محمد نبي الإله حين أوصى وأشهدا)، ويقل سماع هذا عند الأجيال المتأخرة التي مالت إلى نطق الفصحى.

## أمثلة من اللهجة القصيمية
هذه قائمة بغريب اللفظ الذي تميزت به هذه اللهجة.
| بالقصيمية              | بالفصحى              | الكلمة القصيمية في جملة  | الجملة بالفصحى             | ملاحظة |
| ---------------------- | -------------------- | ------------------------ | -------------------------- | --- |
| مَ                      | ماء                  |                          |                            | |
| بُهْ                     | بِه، فيه              |                          |                            | ضمت الباء تقيدًا بالنقطة الثانية المذكورة في السمات النحوية في الأعلى، وتصبح «بَهْ» الصيغة المؤنثة من هذه الكلمة. وحرف الجر الباء في هذه اللهجة يقوم مقام «في». |
| أولاه                  | أرجوك                | أولاه تعال!              | أرجوك تعال!                | وأصلها للندبة (ويلاه) |
| وراه                   | لماذا                | وراك لعبت وما انتظرتن    | لماذا لعبتَ وما انتظرتني    | أتت من «ما وراءك؟» |
| وين                    | أين                  |                          |                            | |
| قوْه                    | لنذهب                | قوه للمدرسة              | لنذهب إلى المدرسة          | |
| وش                     | ما أو ماذا           |                          |                            | |
| نيم                    | نائم                 |                          |                            | |
| مير                    | لكن، لمَّ              | مير يوم طلعت، انشرح صدري | لكن حينما خرجت، انشرح صدري | |
| دوك                    | دونك، خذ             | دوك مفتاح السيارة        | دونك مفتاح السيارة         | |
| طَمبَس                   | خفض رأسه             | طمبست مستحية             | خفضت رأسها حياءً            | |
| تَشَعْمَط                  | تسَلق                 |                          |                            | |
| جاب                    | أحضر                 | جاب الكتاب معه           | أحضر الكتاب معه            | أصلها "جاء بـ". وهذا الفعل غدا فعلاً متصرفًا جذره: ج ي ب، المضارع منه أجيب/يجيب/تجيبين/إلخ، والأمر منه جِب (مجزوم بحذف حرف العلة).                              |
| وش كاري!               | ما شأني!             |                          |                            | |
| مطَخ                    | قبَّل                  |                          |                            | مطخ في الفصحى تعني لعق |
| جغف                    | قبَّل                  |                          |                            | |
| كود                    | عسى، يجب             | كوده ينجح                | عساه ينجح                  | |
| يا قِوْ قلبك             | يا لقوة قلبك         |                          |                            | |
| بِذا                    | في هذا، هنا          | حطه بذا                  | ضعه هنا أو ضعه داخل هذا    | السياق يبين أي المعنيين مقصود، وإذا أراد المتكلم رفع الالتباس، استخدم اسم المكان "هنا" أو كلمة "داخل".                                                       |
| مِنَّا                    | مِن هنا               | تعال منا                 | تعال من هنا                | ومنا تعني "منا نحن" كما في الفصحى كما في قولنا: منا الصالحون. السياق يبين أي المعنيين مقصود.                                                                 |
| مِنَّاك                   | من هناك              | تعال مناك                | تعال من هناك               | |
| منين                   | من أين               |                          |                            | |
| مَنَبْ، منيب              | ما أنا بـ            | منب سائل                 | ما أنا بسائل               | |
| مَحِنَب، مَحِناب            | ما نحن بـ            | محنب جالسين              | ما نحن بجالسين             | أصلها: ما حنا بـ، و"حنا" ضمير يقابل "نحن" في الفصحى. راجع قسم الضمائر                                                                                        |
| مُهُوب، مُهُبْ، مُب          | ما هو بـ             | مهب قوي                  | ما هو بقوي                 | |
| مِهِيب، مِهِبْ، مِب          | ما هي بـ             | مهب صغيرة                | ما هي بصغيرة               | |
| مَنْتِبْ                   | ما أنتَ بـ            | منتب بسيط!               | ما أنتَ ببسيط!              | |
| مَنْتِبْ، مَنْتِيب            | ما أنتِ بـ            | منتيب طويلة              | ما أنتِ بطويلة              | |
| مَنتُب، مَنتوب، مَنتُم      | ما أنتم بـ           | منتم رجال                | ما أنتم برجال              | |
| مَنتِن                   | ما أنتن بـ           | منتن جارات               | ما أنتن بجارات             | |
| كِلِّش                    | كل شيء               | كلش تمام                 | كل شيء تمام                | |
| هَوْ                     | حرف استنكار          |                          |                            | |
| تبي                    | تريد                 |                          |                            | |
| بغى                    | أراد                 | بغيت اسألك               | أردتُ أن اسألك              | وهي فصيحة، في القرآن {ذلك ما كنا نبغي} |
| أُوْلا؟                  | أليس كذلك؟           |                          |                            | وأصلها «أو لا؟» |
| خَنْ                     | دعنا، لِـ (لام الأمر) | خن نلعب                  | دعنا نلعب، لنلعب           | وخن هذه تخفيف لكلمة "خلّنا" أي دعنا. |
| أَزَيِّنْ                   | أفعل                 | وش زينت؟                 | ماذا فعلت؟                 | |
| أزيَن                   | أفضل                 |                          |                            | |
| أَسَوِّيْ                   | أفعل                 | وش سويت؟                 | ماذا فعلت؟                 | |
| شِفت                    | رأيت                 | شفت نهى                  | رأيت نهى                   | كلمة فصيحة |
| اِلين، لين، اِلَمين، لمَين | إلى أن، إلى ما أن    | ابلعب لين اتعب           | سوف ألعب إلى أن أتعب       | |
| واخزياه                |                      | واخزياه لم نكرم ضيفنا    | ياللعيب لم نكرم ضيفنا      | من الخزي، والواو واو الندبة، وهي فصيحة. |
| شاهِي                   | شاي                  |                          |                            | |
| كِلْمة                   | كَلِمة                 |                          |                            | لغة تميم |

## وصلات خارجية
- شخصية أبو حمد في برنامج حلول أبو حمد يتحدث باللهجة القصيمية القحة وهذا مقطع فيديو له
- أنس الميمان يقرأ سورة الغاشية برواية الكسائي

## اقرأ أيضا
- لهجات السعودية